# Idioma hwana
El idioma hwana es una lengua afroasiática hablada por la población hwana de Nigeria que comparte una lengua del mismo nombre. Dentro de lenguas afroasiáticas se encuentra en el subconjunto de lenguas biu-mandara.

## Variedades dialectales
Tiene cuatro divisiones
- Hwana Guyaku.
- Hwana Tawa.
- Ngithambara.
- Hwana Barni.

Otros nombres
- Hwona
- Hona
- Tuftera (nombre para el idioma)
- Fiterya (nombre para los hablantes)